# 白石糸
白石 糸（しらいし いと、1992年12月31日 - ）は日本の女優。
長野県出身。元トライストーン・エンタテイメント所属。

## 人物
- 趣味は映画鑑賞。特技は軟式テニス（中学県大会2位）、バレーボール、バドミントン[2]。

## 出演

### テレビドラマ
- 死神くん 第9話（2014年6月20日、テレビ朝日）
- ごめんね青春!（2014年10月12日 - 12月21日、TBS） - 白石糸 役[注 1][3]
- コウノドリ（TBS） - 平井沙織 役[1]
  - 第1シリーズ（2015年10月16日 - 12月18日）[4]
  - 第2シリーズ（2017年10月13日 - 12月22日）[5][6]
  - 傑作選（2020年4月10日 - ）[7]
- グーグーだって猫である2 -good good the fortune cat- 第2話（2016年6月18日、WOWOW)
- 朝が来る 第4話（2016年6月25日、東海テレビ)  - ナナ 役
- 水晶の鼓動 殺人分析班 第4話（2016年12月4日、WOWOW） - 関根婦警 役
- スリル!赤の章〜警視庁庶務係ヒトミの事件簿 第2話（2017年3月1日、NHK） - 衣笠夏美 役
- 大奥 最終章（2019年3月25日、フジテレビ） - 松が枝 役
- 科捜研の女 Season19 第19話（2019年11月7日、テレビ朝日） - 高萩幸乃 役
- 病室で念仏を唱えないでください 第8話（2020年3月6日、TBS） - 小塚里香 役
- タリオ 復讐代行の2人  第1話（2020年10月9日、NHK） - 綿貫依里子 役
- アバランチ 第2話（2021年10月25日、関西テレビ・フジテレビ） - 吉田和江 役
- ドクターX 〜外科医・大門未知子〜 第7話（2021年11月25日、テレビ朝日） - 七宮萌香 役
- ゴシップ#彼女が知りたい本当の○○ 第9話（2022年3月3日、フジテレビ） - 島崎一葉 役
- 警視庁・捜査一課長 season6 第1話・第2話（2022年4月14日・21日、テレビ朝日） - 小杉貴子 役
- ザ・トラベルナース 第1話・第4話（2022年10月20日・11月4日、テレビ朝日）
- キス×kiss×キス〜LOVE ⅱ SHOWER〜「アトリエキス」「エイジレスキス」（2023年放送予定、テレビ東京） - 山城の妻 / 美和 役[8]

### 映画
- 白ゆき姫殺人事件（2014年3月29日） - さえ 役
- 闇金ウシジマくん2（2014年5月16日） - カズくんの連れ・チヒロ[注 2] 役
- 太陽の坐る場所（2014年10月4日） - 銀行員・朝倉 役
- マンゴーと赤い車椅子（2015年2月7日）
- 日本で一番悪い奴ら（2016年6月25日） - 沙織 役[1]
- あの日のオルガン（2019年2月22日） - 江川咲子 役[9]
- みとりし（2019年9月13日） - 吉竹文 役[10][11]

### 舞台
- 問題のない私たち（2012年4月6日 - 8日、座・高円寺）[12]
- 悲しき天使（2013年11月29日 - 12月1日、SPACE107） - 小百合 役[13]
- 春、憐れみ、コンビナート（2018年2月20日 - 28日、小劇場B1）[14]

### バラエティ番組
- 痛快TV スカッとジャパン 上からチカちゃん（2015年8月3日、フジテレビ） - 川田理子 役
- プレバト!!（MBS）（水彩画・特待生5級）
  - （2018年1月18日）[15]
  - （2018年4月12日）
  - （2018年11月8日）

### CM
- 積水ハウス（2012年2月 - ）
- クラシエ コッコアポ 当帰芍薬散錠 「代謝コントロール篇」（2016年12月1日 - ）[16]
- バルサン（2020年5月 - ）

### WEBドラマ
- 東京ヴァンパイアホテル（2017年6月16日 - 、Amazonプライム） - 居酒屋女性客 役

### MV
- Sonar Pocket 「一生一瞬」（2017年4月26日）